# 拉布拉多海

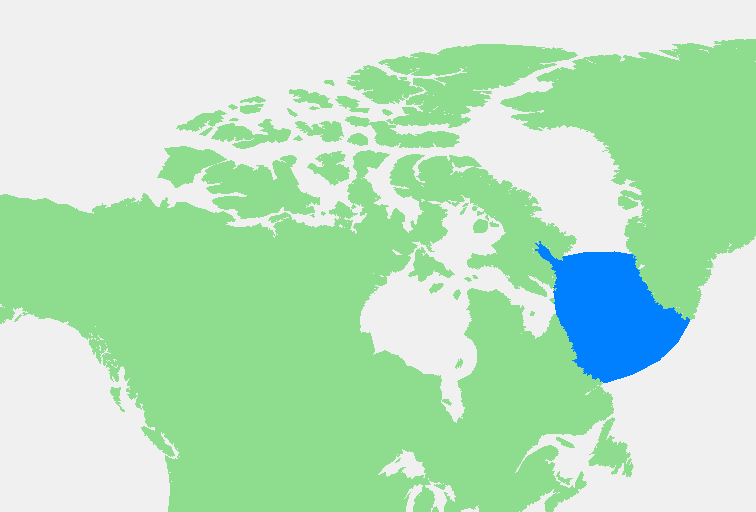
拉布拉多海位置图

拉布拉多海（英語：Labrador Sea）是大西洋西北部的一个海，位于拉布拉多与格陵兰之间，最深处约4,316米。拉布拉多海北部通过戴维斯海峡连接巴芬湾。